# Jennifer Tilly
Jennifer Tilly (születési nevén Jennifer Ellen Chan; Harbor City, Los Angeles, 1958. szeptember 16. –) amerikai-kanadai színésznő és pókerező, aki a hangjáról és a komikus időzítéséről ismert. Meg Tilly nővére.

## Élete

### Származása
Jennifer Ellen Chan néven született a Los Angeles-i Harbor City-ben. Harry és Patricia Chan gyermeke. Harry autókereskedő, míg Patricia tanár. Apja kínai felmenőkkel rendelkezett, míg anyja finn és ír felmenőkkel rendelkezett. Van egy bátyja, Steve, és két nővére, Meg és Rebecca.
Szülei ötéves korában elváltak, így anyja és dédapja, John Ward nevelték fel a kanadai Texada Islanden (Brit Columbia). Meg szerint Ward szadista pedofil volt. Jennifer nem reagált erre semmit. Mikor Tilly 16 éves volt, anyja ismét elvált, és Victoriába költözött. Tilly az itteni Belmont High School tanulója volt.

### Magánélete
Tilly első férje 1984-től 1991-ig Sam Simon, A Simpson család producere volt. 2004 óta Phil Laak pókerezővel áll kapcsolatban.